# Датчик дотику
Датчик дотику є пристроєм, який вимірює інформацію, що отримується від фізичної взаємодії з навколишнім середовищем. Датчик дотику, як правило, створюється за зразком біологічного відчуття дотику шкіри, який здатний виявляти подразники в результаті механічного подразнення, температури і болю (хоча відчуття болі не є поширеним явищем в штучних датчиках дотику). Тактильні датчики використовуються в робототехніці, комп'ютерній техніці та системах безпеки. Загальне призначення датчиків дотику полягає в сенсорних пристроях на мобільних телефонах та в обчислювальній техніці.
Види датчиків: п'єзорезистивні, п'єзоелектричні, ємнісні і пружні резистивні датчики.

## Використання
Датчики дотику з'являються в повсякденних об'єктах, таких як кнопки ліфта і лампи, яка тьмяніє або яскравішає торкнувшись основи. Є також численні програми датчиків дотику про які більшість людей не знає.
Датчики, які вимірюють дуже невеликі зміни повинні мати дуже високу чутливість. Датчики повинні бути розроблені таким чином, щоб мати невеликий вплив на об'єкт вимірювання; створення сенсора меншим часто покращує це та представляє ряд інших переваг. Датчики дотику можуть бути використані для тестування продуктивності всіх типів пристроїв. Наприклад, ці датчики були використані у виробництво автомобілів (гальм, зчеплення, дверних ущільнювачів, прокладки), ламінування батарей, болтових з'єднань, паливних елементів і т. д.
Роботи, що призначені для взаємодії з об'єктами, яким необхідна точна  швидка обробки або взаємодія з незвичайними об'єктами, потребують сенсорний апарат, який функціонально еквівалентний тактильній здатності людини. Датчики дотику були розроблені для використання з роботами. Датчики дотику можуть доповнювати візуальні системи, забезпечуючи додання інформацію, коли робот починає захоплення об'єкта. У цей час візуальне розпізнавання  не є достатнім, так як механічні властивості об'єкта не можуть бути визначені за допомогою поодинокого розпізнавання. Визначення ваги, текстури, жорсткості, центра мас, коефіцієнт тертя і теплопровідності вимагають взаємодії об'єкта та своєрідного тактильного зчитування.
Датчики дотику, що використовуються у роботах

## Масиви датчиків тиску
Масиви датчиків тиску є великими сітками волокон. Волокно є «волоконним елементом». Кожне волокно здатне виявляти нормальні сили. Волоконний датчик забезпечує високу роздільну здатність 'зображення' контактної поверхні. Поряд з просторовою роздільною здатністю і чутливістю сили, системно-інтеграційні питання, такі як провідники і сигнали маршрутизації мають важливе значення. Масиви датчиків тиску доступні у вигляді тонких плівок. Вони в основному використовуються як аналітичні інструменти, що застосовуються у виробництві та інженерно-технічних R & D процесів, і були адаптовані для використання в роботах. Приклади таких датчиків, що доступні для споживачів включають в себе масиви, побудовані з електропровідної гуми, цирконата-титанату свинцю (PZT), полівініліденфторид (PVDF), PVDF-TrFE,FET, і чутливі ємнісні елементи.

## Тензометрична розетка
Тензометричні розетки виготовлені з декількох Тензометр, кожен з яких дозволяє виявляти силу в певному напрямку. Після об'єднання інформації від тензодатчиків, можна  визначити характери сил і моментів.

## Біологічно основані датчики дотику
Існує різноманіття біологічно основаних конструкцій. Такі датчики часто включають більше однієї стратегії розпізнання. Наприклад, вони можуть виявляти як розподіл тиску, і характер сил, які приходять від масивів датчиків тичку так  і від тензометричних розеток, що дозволяє здійснити локалізацію за двома точками та сприймати зусилля  з людиною-подібною здатність.
Розширені версії біологічно основаних датчиків дотику включають в себе вібрації розпізнавання, які було визначені важливими для розуміння взаємодії між датчиком дотику та об'єктами, де датчик ковзає над об'єктом. Такі взаємодії в даний час мають важливе значення для використання людського інструменту і визначення  текстури об'єкта. Один такий датчик об'єднує датчик сили, датчик вібрації, і розпізнання теплопередачі.

## DIY та Відкрито-Апаратні датчики дотику
Останнім часом, складні датчики дотику зробили відкрито-апаратними, що дозволяє ентузіастам і любителям експериментувати з іншими дорогими технологіями. Крім того, з появою дешевих оптичних камер, було запропоновано нові датчики, які можуть бути легше і дешевше побудовані за допомогою 3D-принтера.

## Схоже
- Вимірювання тиску
- Чутливість (техніка)
- Давач
- Вимірювальний перетворювач
- Робот

## Допоміжні посилання
- Automation and Robotics [Архівовано 28 грудня 2017 у Wayback Machine.]
- Tactile/Touch and Resistive Based Sensors